# Alto Mijares
Pour les articles homonymes, voir Mijares.
Alto Mijares (en valencien : Alt Millars) est une comarque de la province de Castellón, dans la Communauté valencienne, en Espagne. Son chef-lieu est Cirat.

## Communes

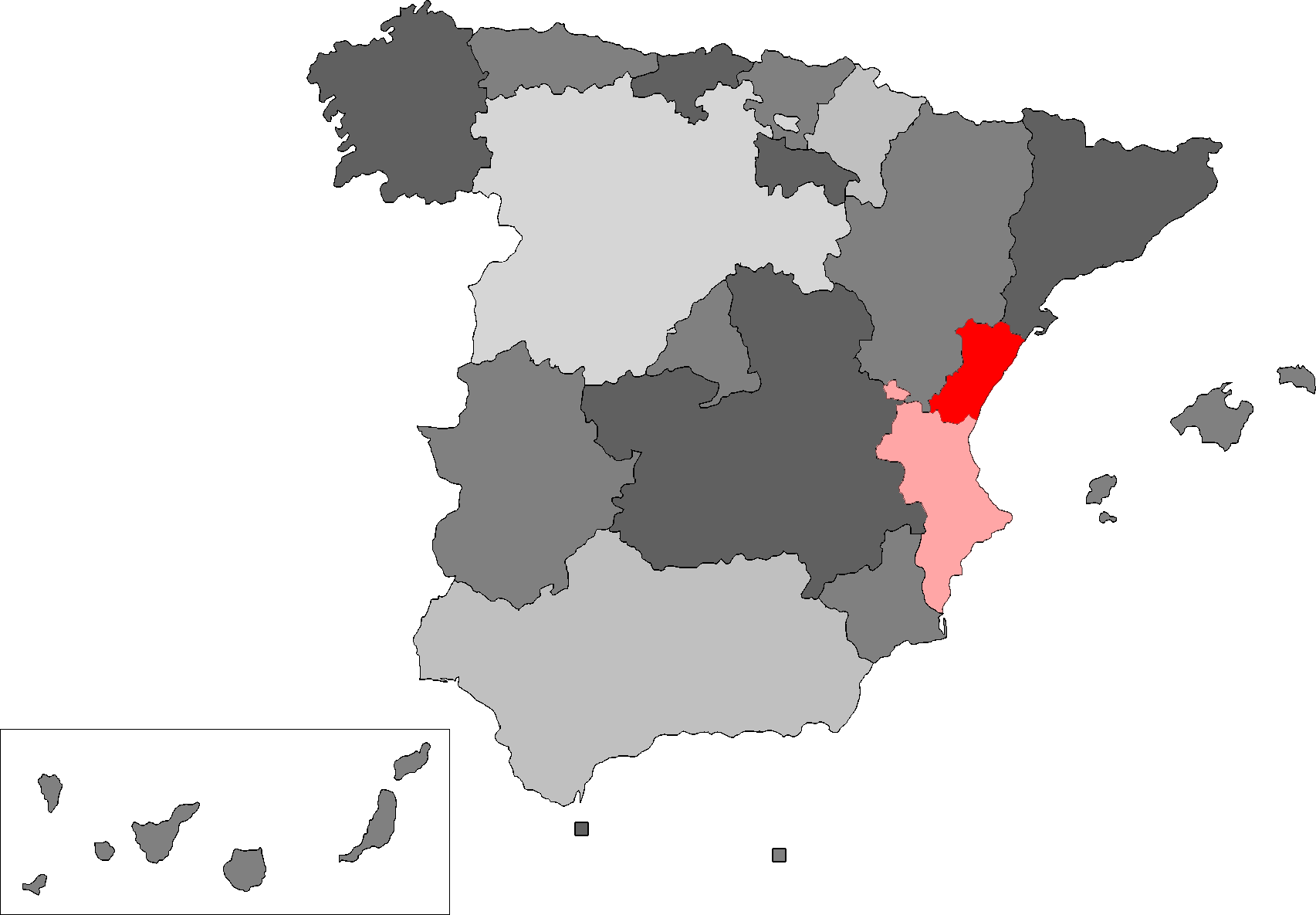
Localisation de la Province de Castellón dans la Communité de Valence

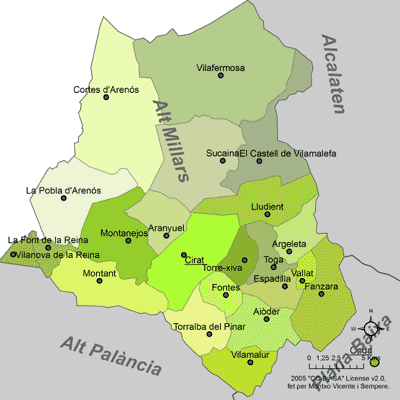
Communes de l'Alto Mijares

- Arañuel
- Argelita
- Ayódar
- Castillo de Villamalefa
- Cirat
- Cortes de Arenoso
- Espadella
- Fanzara
- Fuente la Reina
- Fuentes de Ayódar
- Ludiente
- Montán
- Montanejos
- Puebla de Arenoso
- Toga
- Torralba del Pinar
- Torrechiva
- Vallat
- Villahermosa del Río
- Villamalur
- Villanueva de Viver
- Zucaina